# Аєрбе
Аєрбе (ісп. Ayerbe) — муніципалітет в Іспанії, у складі автономної спільноти Арагон, у провінції Уеска. Населення — 1125 осіб (2009).
Муніципалітет розташований на відстані близько 330 км на північний схід від Мадрида, 27 км на північний захід від Уески.
На території муніципалітету розташовані такі населені пункти: (дані про населення за 2009 рік)
- Аєрбе: 1058 осіб
- Фонтельяс: 7 осіб
- Лосангліс: 54 особи

## Демографія
Динаміка населення (INE ):

## Галерея зображень

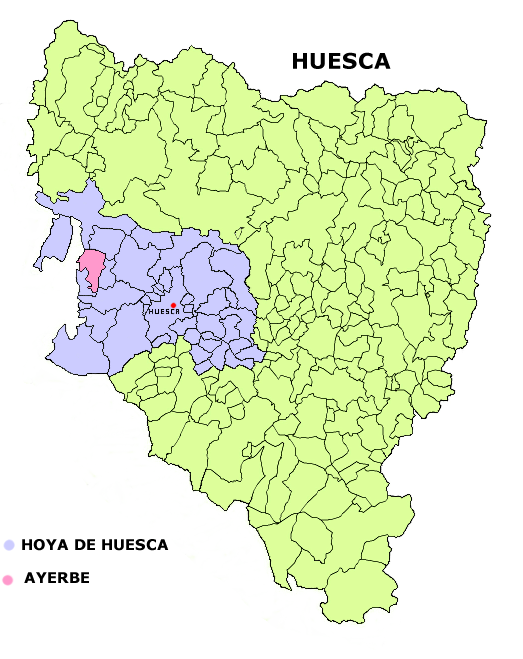
Розташування муніципалітету
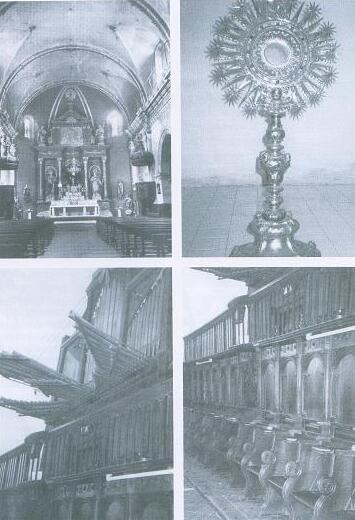
Церква Сан-Педро-Апостол